# Textilanyagok színtartósága

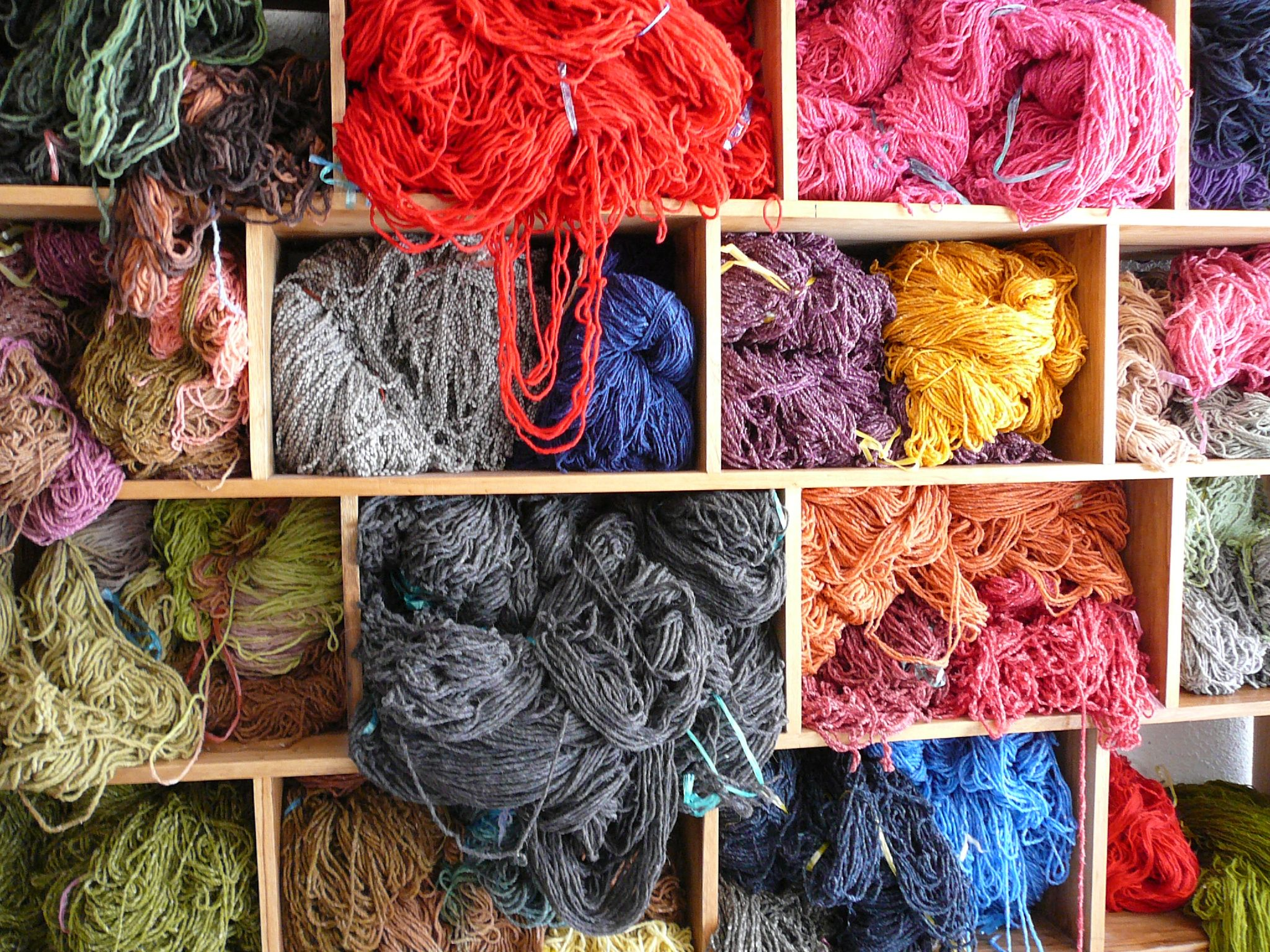
Színes gyapjúfonalak Ecuadorból

A textilanyagok színtartóságán a színes textilanyag színének viselkedését kell érteni a különböző vegyi és mechanikai hatásokkal, továbbá a napfénnyel szemben. A színtartóságot alapvetően két szempont szerint lehet megítélni: egyrészt aszerint, hogy az anyag eredeti színe hogyan, milyen mértékben változik meg, másrészt abból a szempontból, hogy milyen mértékben színez el egy másik anyagot. Nyilvánvalóan az az előnyös, ha az anyag színe nem változik meg észrevehetően, és ha mosás vagy más kezelés során róla a színezék nem kerül át a vele érintkező másik anyagra.
A színes textiltermékek minőségét alapvetően befolyásolja azok színtartósága. Ez az egyik legfontosabb olyan tulajdonságuk, amelynek alapján a felhasználó megítéli a termék használhatóságát.

## A színtartóság fizikai és kémiai alapjai
A textilanyag színezését a színezőanyag (színezék) vizes oldatában végzik, amelyben a technológiától függően még egyéb adalékokat (segédanyagokat) is feloldanak. Az oldatban a színezék viszonylag kis koncentrációban van jelen, de a színezési folyamatban ez a szálasanyagon koncentrálódik. A színezékek a szálasanyaghoz különbözőképpen kötődhetnek:
- Az ionos kötésű színezékek savas (anionos), illetve bázikus (kationos) jellegűek lehetnek. Ilyen kötés keletkezése során elsősorban a színezék és a szálasanyag ellentétes töltésű atomcsoportjai közötti kölcsönhatás játszik szerepet.
- A kovalens, vagyis kémiai kötésű vegyületekben nincsenek különálló ionok, hanem olyan elektronok biztosítják a molekula összetartását, amelyek egyidejűleg két atomhoz tartoznak. Így kötődnek a reaktív színezékek, amelyekben a reaktív csoport létesít kötést a szálasanyag hidroxilcsoportjaival.
- Nem kémiai reakcióban kötődik a színezékek nagy része, pl. a diszperziós színezékek. Ezeknél a színező fürdőben a diszpergált (eloszlatott) részecskék mellett csekély számban meglévő oldott részecskék folyamatosan hatolnak be a szálasanyag amorf részeibe és ott a van der Waals-erőkkel megkötődnek. A direkt színezékek nagy molekulájú, anionos vegyületek, amelyek a cellulóz alapú szálasanyagokat elektrolitot tartalmazó oldatban „közvetlenül” színezik (innen származik az elnevezésük is).

A színezékkötődés mértéke az adott színezék és a szál anyaga között végbemenő kémiai és fizikai folyamatoktól függ. Ez a magyarázata annak, hogy a színezési művelet lefolyása – mind a kémiai, mind a fizikai hatásokat illetően – alapvetően befolyásolja a színezés eredményét és annak minőségét.
Szoros összefüggés van a színezék kémiai szerkezete és színtartósága között. Még az azonos csoportba tartozó színezékek között is vannak kisebb-nagyobb különbségek, amik hatással vannak a színtartóságra. Emellett a színtartóság nem is minden esetben függ közvetlenül a színezéktől, hanem befolyásolja a színezék és a szálasanyag kölcsönhatása, az alkalmazott technológia, a színezék koncentrációja is. A fényállóság például nagyobb színezékkoncentráció (sötétebb szín) esetében jobb, a mosásállóság és a dörzsállóság pedig esetenként rosszabb lehet. A nedves színtartóságokat (mosásállóság, izzadságállóság) a színezékmolekula szerkezete mellett a mérete, valamint az határozza meg, hogy hány atomcsoportja biztosítja az oldhatóságát. Ezért utánkezelésekkel növelhetik a molekulák méretét, bár ez csak bizonyos határig lehetséges, mert a túlzott mennyiségű utánkezelő szer viszont a dörzsállóságot rontja. A fénnyel szembeni ellenálló képesség (fényállóság) mértéke azon múlik, hogy az ibolyántúli (UV) sugarak által okozott kémiai reakciók (oxidáció, redukció) milyen hatást gyakorolnak a színezékmolekulákra. A fényérzékeny anyagok fény hatására bekövetkező bomlását megfelelő adalékanyagokkal lehet fékezni vagy gátolni, ill. egyes fényérzékeny komponenseket azonos célú, de kémiailag módosított, kevésbé fényérzékeny anyagra lehet kicserélni.
A szálasanyag és a színezék kölcsönhatása mellett nagy jelentősége van a színezést megelőző műveleteknek, a színtartóságra gyakorolt hatásuknak is. A fonás ill. kelmeképzés során kenőanyagokat (olajat, paraffint, íranyagot) visznek fel a szálakra, amelyek gátolnák a színezék kötődését, ezért ezeket a színezés előtt el kell távolítani. Erre szolgál a színezést megelőző előkészítő műveletek során az írtelenítés, pamutanyagoknál a lúgos főzés, egyéb nyersanyag-összetételű anyagoknál a mosószeres mosás.

## A jó színtartóság alapfeltételei
A színezékgyárak a különböző nyersanyagú szálasanyagok széles skálájának színezésére több ezer különböző típusú színezéket fejlesztettek ki. Ezek előállításánál számos alapkövetelményt kell figyelembe venni, mint például a színezékkel elérhető színintenzitást, a vízoldhatóságot, a szálasanyaghoz való kötődést, az elérhető színtartóságot, azt a követelményt, hogy a színezék nem lehet egészségkárosító vagy mérgező, környezetbarátnak kell lennie stb. A sokféle színezék közül a felhasználónak azt kell kiválasztania, ami az adott textilanyag és annak felhasználása szempontjából optimális. Ha például fürdőruha anyagáról van szó, ott a vízállóság, a klóros vízzel szembeni ellenállás, a tengervízállóság és a fényállóság követelménye áll az első helyen, ha viszont alkalmi ruha anyagát készítik, akkor a dörzsállóság, a fényállóság, a mosás- vagy vegytisztítás-állóság lehet a legfontosabb.
A gyakorlatban mindig ismerni kell, hogy melyik típusú színezéktől mi várható el a színezékkötődés mértékét és ezzel összefüggésben a színtartóságot illetően. Emellett azonban rendkívül nagy fontossága van annak is, hogy azokat a technológiai folyamatokat, amelyek a színezéknek a szálasanyagon való megkötését biztosítják, maradéktalanul betartsák. Mivel a színezéknek időre van szüksége ahhoz, hogy a megkötést előidéző kémiai reakciók tökéletesen lejátszódjanak, az előírt technológiai idők betartása nagyon lényeges. Ugyanilyen fontos a folyamatokhoz szükséges hőmérséklet, a felmelegítés sebességének, a megfelelő hőmérsékleten való tartás idejének, illetve a lehűtés optimális sebességének a biztosítása, valamint a színezék megkötését biztosító reakcióhoz előírt adalékanyagok pontos adagolása. A színezéshez megfelelő minőségű (lágyított, meghatározott fémiontól mentes, közel semleges pH-értékű) vizet kell használni. Ha a színezés végén nem hatékony az öblítés, akkor a meg nem kötött színezék megmarad a szálak felületén és ez az összes színtartósági értéket hátrányosan befolyásolja.
A jó színtartóság elérésének előfeltételei tehát
- a kelme megfelelő előkészítése (a színezést megelőző technológiai műveletek helyes végrehajtása),
- a követelményeknek megfelelő színezéktípus kiválasztása és
- az adott szálasanyagnak és színezéknek megfelelő, előírt technológia maradéktalan betartása, beleértve az öblítéseket is.

A színezéseknek különböző hatásokkal szemben kell ellenállónak lennie. Ezek a hatások bekövetkezhetnek a textilanyag előállítása során és a későbbi felhasználás során egyaránt.

## A színtartóság vizsgálata
A színtartóság kifejezésére meghatározható mérőszámok általában erősen függnek a vizsgálat lefolytatásának körülményeitől és az alkalmazott eszközöktől, ezért ezeket nemzetközi (általában ISO, az Európai Unió által elfogadott szabvány esetében EN ISO, Magyarországon is elfogadott nemzetközi szabvány esetében MSZ EN ISO) vagy nemzeti (pl. az USA-ban az AATCC) szabványokban rögzítik. Emellett egyes megrendelők speciális körülményeket illetve követelményeket is előírhatnak.
A vizsgálatok során a színtartóságnak kétféle fajtáját értékelik:
- a szín megváltozásának (fakulásának) mértékét, valamint
- azt, hogy a kísérő textilanyagot milyen mértékben színezi el („fogja meg”) a kezelés során.

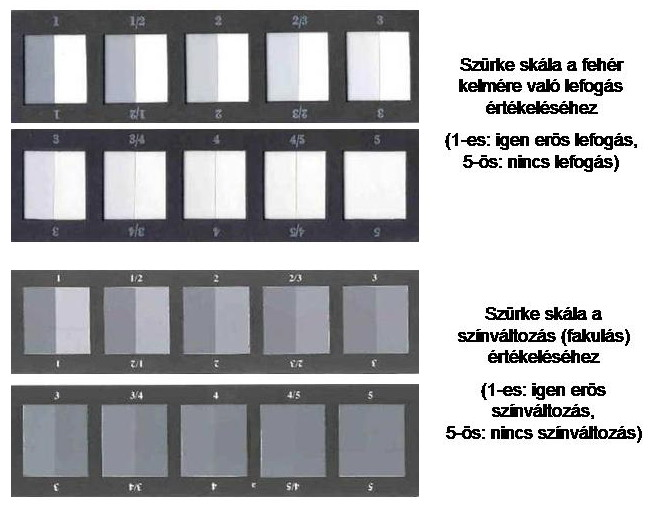
Szürke skála a színváltozás és a lefogás értékeléséhez

A változásokat általában 1-től 5-ig terjedő skálán lehet értékelni, ahol 5-ös a legjobb (nincs fakulás ill. elszíneződés) és 1-es a legrosszabb eredmény (legnagyobb mértékű fakulás illetve nagyon erős elszíneződés a másik anyagon). Kivételt a fényállóság jelent, ahol 8-as jelenti a legjobb eredményt. Az értékeléshez úgynevezett szürke skálát használnak. A színváltozás értékeléséhez használt skálán az öt fokozatnak megfelelően öt olyan ablak van, amelyen az egyik mintafél mindig azonos szürke színminta, a másik a vonatkozó fakulási mértéket kifejező világosabb szürke. A lefogás értékeléséhez egy másik szürke skála tartozik: ennél az öt fokozatnak megfelelő öt ablakban a fele mindig fehér, a másik fele a fokozatnak megfelelő, egyre sötétebb árnyalatú szürke. Ez utóbbi értékelésnél a vizsgált anyaghoz tartozó kísérőszövet elszíneződését hasonlítják a skála fokozataihoz. Mindkét esetben használják a közbenső fokozatok jelölését is, eszerint pl. „3-4” azt jelenti, hogy a változás a 3-asnál jobb, de a 4-esnél rosszabb fokozatúnak minősíthető. A fényállóság vizsgálatához hasonló elven alapuló 8 fokozatú kék skálát használnak. Az értékelés kétségtelenül némileg szubjektív, és mindegyik esetben meglehetősen nagy gyakorlatot igényel.
A másik anyag elszíneződése („lefogás”) oly módon vizsgálható, hogy a vizsgált színes textilanyagból kivágott mintadarab két oldalára egy-egy fehér színű, de más-más anyagú kelmedarabot varrnak. A kísérő kelmék nyersanyagát a szabványok rögzítik. Az egyik kísérő kelme nyersanyaga mindig a vizsgálandó próbadarabéval azonos, a másik pedig általában ahhoz képest eltérő tulajdonságú anyag. Ha például pamutkelme mosással szembeni színtartóságát vizsgálják, akkor ennek egyik oldalára ugyancsak pamutból készült fehérített kelmét, másik oldalára pedig ugyancsak fehér gyapjú- vagy viszkózkelmét kell varrni. Ha poliészterkelmét vizsgálnak, akkor az egyik oldalra poliészter-, a másik oldalra gyapjú-, pamut-, vagy viszkózkelmét varrnak. A kísérőszövet nyersanyagának kiválasztása attól függ, hogy milyen mosószerrel és milyen hőmérsékleten végzik a vizsgálatot, a szabvány ezt pontosan előírja. Ha szálkeverékből készült a termék, akkor a lefogás értékét a kísérőszövet anyagaira vonatkozólag külön-külön kell megadni (pl. „pamutra x, gyapjúra y”). Az értékelést törtszám formájában adják meg: pl. „3/4-5/2” azt jelenti, hogy a fakulás 3-as (közepes), a lefogás pedig a vizsgált kelmével azonos anyagú kísérőszövetre 4-es és 5-ös közé esik (elég jó), az ellentétes tulajdonságú kísérőszövetre pedig 2-es (gyenge).
A lefogás vizsgálatára elterjedt olyan speciális tesztszövet használata, amely hat különböző nyersanyagú csíkból áll. Ezeken megmutatkozik, hogy a színezék lefogása a különböző anyagokon milyen mértékű.
A fentebb említettek csupán kis részét jelentik a színtartósági vizsgálatok sokaságának. Mintegy 70 nemzetközi szabvány vonatkozik a különféle színtartóságok vizsgálatára, amelyek az MSZ EN 20105, illetve az MSZ EN ISO 105 sorozatba tartoznak.
Itt meg kell azonban jegyezni, hogy a szabványok alkalmazása csak akkor kötelező, ha ezt jogszabály írja elő. Minthogy azonban a szabványok tudományos eredményeken és gyakorlati tapasztalatokon alapulnak és a nemzetközi szabványokat széles körű nemzetközi teszteléseket követően adják ki, célszerű, ha ezek alkalmazását – és köztük a textilanyagok színtartósági vizsgálataira vonatkozókat is – a szállítási szerződésekben, pályázati kiírásokban előírják. A nagy áruházláncok esetében ez általános gyakorlat is beszállítóikkal szemben.
A leggyakrabban alkalmazott színtartósági vizsgálatok:

### Nedves színtartóságok
A nedves színtartósági értékek vizsgálatához különböző összetételű – a szabványokban szintén pontosan rögzített – vegyszeres oldatokat használnak, amelyekkel a kérdéses igénybevételek imitálhatók. A mosásállóság vizsgálatához mosószeres, az izzadságállóság vizsgálatához az emberi izzadság összetételéhez hasonló savas illetve lúgos oldatokat, a tengervízállóság vizsgálatához sóoldatot stb. használnak. A szabványok a használandó vegyszerek és azok mennyisége mellett előírják a kezelés hőmérsékletét és időtartamát, a próbadarab mozgatásának módját és sebességét, valamint minden egyéb, az eredményt esetleg befolyásoló tényezőt.

#### Mosásállóság
A színezett textília mosással szembeni színtartóságát (mosásállóságát) a színezéknek a mosószerben való oldhatósága és kifelé vándorlási hajlama (migrálása) határozza meg. Ez a mosószer kémiai összetételétől és a mosás hőmérsékletétől függ. A háztartási mosószerek egy része fehérítőszereket is tartalmaz, amelyek oxidációs folyamatként fakulást idéznek elő. Amennyiben lúgos közegben mossák illetve főzik ki a textíliát, ez például a reaktív színezékkel színezett anyagnál a színezéket hidrolizálhatja, megbonthatja a szál anyaga és a színezék közötti kötést. A színes ruha önmagában mosva viszonylag csekély mértékben halványodik, de fehér kelmével együtt mosva azt erősen elszínezheti („megfoghatja”). Vannak olyan háztartási mosószerek, amelyek a bennük lévő perborát révén oxidációs hatást fejtenek ki a direkt és a reaktív színezékekkel színezett textílián. Ennek során a színezékek kromofor (színt adó) atomcsoportjai roncsolódnak és a szín elhalványodik.
A mosásállóság vizsgálatát a szabványban előírt mennyiségű próbadarabon, meghatározott tulajdonságokkal rendelkező, a háztartási mosógép működését imitáló laboratóriumi mosógépben és mosóprogrammal (hőmérséklet, időtartam, öblítés), ugyancsak meghatározott (a termék nyersanyagától függő) tulajdonságú, összetevőjű és mennyiségű mosószerrel kell végrehajtani. A mosott próbadarabot öblítés (és esetleg ecetsavas kezelés) után víztelenítik (centrifugálják), majd levegőn megszárítják. Ezt követi a kiértékelés a szürke skála használatával.

#### Izzadságállóság
A textilanyagból készült, a testtel közvetlenül érintkező ruhadarabokon gyakran fordulnak elő izzadságfoltok. Az izzadságnak (verejtéknek) két típusa van. Az ekrin verejtékmirigyek (amelyek a bőrben mindenütt, de legsűrűbben a tenyéren, a talpon, a hajas fejbőrön, a homlokon fordulnak elő) a vérplazmából választják ki váladékukat és ez savas kémhatású. Az apokrin verejtékmirigyek ezzel szemben a test meghatározott részein (a hónaljtájékon, az emlőbimbók és a külső nemi szervek területén és a gáttájékon) találhatók, ezek váladéka lúgos kémhatású. Ezek a színezék hidrolízis-állóságára hatnak.
A kétféle kémhatású verejtéknek megfelelően az izzadsággal szembeni színtartóságot is lúgos és savas közegben kell vizsgálni. Az erre vonatkozó szabvány pontosan előírja, hogy ezekhez milyen vegyszerekből kell összeállítani a vizsgáló oldatot és milyen körülmények között (hőmérséklet, időtartam) kell a vizsgálatot lefolytatni.
Van olyan eljárás is, amely az izzadsággal nedvesített textilanyag fénnyel szembeni színtartóságát vizsgálja, mert az izzadsággal telített textília érzékenyebb lehet a fényhatásra. Napon végzett munka vagy napozás közben ez az eset áll fenn.

#### Tiszta vízzel, tengervízzel és klóros vízzel szembeni színtartóság
A tiszta vízzel szembeni színtartóságot desztillált vízben, a tengervízzel szembeni színtartóságot előírt töménységű nátrium-klorid (konyhasó) oldatban vizsgálják. A tiszta vízzel szembeni színtartóság például bútorszöveteknél érdekes. A klóros vízzel szembeni színtartóság az uszodai vízre vonatkozik. Ezek a vizsgálatok elsősorban úszódresszek és strandruhák minőségvizsgálatánál fontosak.

#### Nyálállóság
Csecsemőruházati cikkeknél fontos a nyállal szembeni színtartóság vizsgálata is, elsősorban azért, hogy ha a baba a szájába veszi a ruhája csücskét, akkor nem kerülhet színezék a nyelvére. (Ez tulajdonképpen a „lefogás” egy speciális esete.) A vizsgálatot pH 2,5 (erősen savas) kémhatású tejsavoldattal végzik, és az OEKO-TEX előírása szerint a pamut kísérőszöveten egyáltalán nem szabad semmilyen színezéknyomnak maradnia (5-ös fokozat).

#### Vegytisztítással szembeni színtartóság
A textíliák színezésére használt színezékek egy része, például a diszperziós színezékek szerves oldószerben (pl. perklór-etilénben) oldhatók, ez okozza a színváltozást az ilyen kezeléseknél. A vizsgálat hasonlít a mosásállóság vagy az izzadságállóság vizsgálatához, azonban itt perklór-etilén a vizsgáló folyadék. A kiértékelés ugyanolyan elvek szerint történik, mint a vizes mosásnál (színváltozás ill. lefogás). Korábban a színváltozás mellett az oldószer elszíneződését is értékelték, de ezt ma már nem írja elő a szabvány.

### Száraz színtartóságok

#### Dörzsállóság
A színezések dörzsállósága akkor rossz, ha a szálasanyag felületén a színezékmolekulák nincsenek megkötött állapotban. Ennek oka lehet a telítési érték fölötti színezékmennyiség, a nedves színtartóság javítására alkalmazott utánkezelő szerek, vagy fogásjavító szerek alkalmazása.
A dörzsállóság vizsgálata mechanikus igénybevétellel történik és a lefogást száraz és nedves textilanyagon is ellenőrzik. Az eljárás mindkét esetben azonos: a vizsgálandó színes kelmét egy másik, száraz illetve nedves, fehér színű kelmével dörzsölik egy e célra szolgáló készülékben, meghatározott nyomással, egyenes vonalú (oda-vissza) vagy önmagába visszatérő görbe vonalú (Lissajous-görbe) mozgással és előírt számú cikluson át. Azt vizsgálják, hogy a fehér színű próbakelme milyen mértékben színeződik el ennek hatására. A kiértékelést itt is a szürke skálához hasonlítva végzik.
A kétféle (száraz, illetve nedves) vizsgálatra azért van szükség, hogy azt is megállapítsák, hogyan viselkedik a színes textilanyag ebből a szempontból viseléskor és olyan mosásban, amikor más (például fehér) textíliákkal együtt mossák és a mosógépben mozogva egymással érintkeznek.
Vizsgálják a színtartóságot szerves oldószerrel való dörzsöléssel szemben is, ami a vegytisztíthatóság szempontjából fontos. Ilyenkor a fehér szövetet, amivel a színes kelmét dörzsölik, előzőleg perklór-etilénnel itatják át.

#### Vasalással, hőhatással szembeni színtartóság
A vízben egyébként nem oldódó diszperziós színezékekkel színezett, poliamidból, poliészterből és az ezeket tartalmazó keverékanyagokból készült textíliák érzékenyek leginkább a hőhatásra. Ennek az az oka, hogy a diszperziós színezék hő hatására szublimál, azaz gázneművé válik. Ez a hajlam az ilyen színezékek részecskeméretével van összefüggésben. Kimutatták ugyanis, hogy minél nagyobb a diszperziós színezék szemcséinek felülete, termodinamikailag annál kevésbé stabilak. A színezék az előállítása során kristályokat alkot és a kívánt részecskeméretet őrléssel állítják be (méretük 1 µm nagyságrendű). Szárításkor, tároláskor és később a színezőfürdőben átalakulhatnak és ez megváltoztathatja a szemcseméreteket is. A durvább szemcsenagyság kialakulása megfelelő stabilizáló szerekkel késleltethető.
A vasalással szembeni színtartóság vizsgálatát 100–250 °C-on, adott nyomással összeszorított, fűtött lapok között végzik, és mind száraz, mind nedves tesztszöveten ellenőrzik a lefogás mértékét.

#### Fényállóság
Fény – azon belül elsősorban az ibolyántúli sugárzás – hatására a színezékmolekulák elektromágneses energiát vesznek fel és labilis gerjesztett állapotba kerülnek, aminek következtében kémiai reakcióik könnyebben mennek végbe. Az hogy a színezék mennyire fényálló, kémiai szerkezetén kívül összefüggésben van a fény hullámhosszával, de befolyásolja a levegő nedvességtartalma, továbbá a színezést követő utánkezelések is.
A napsugárzás minden hullámsávja hozzájárul a textilanyag színváltozásához, de leginkább a 600 nm-nél nagyobb hullámhosszú sugarak fakítják a színeket. (A Napból és az égboltból együttesen 315–800 nm hullámhosszú sugarak érkeznek a Föld felszínére.)
A fényállóság vizsgálatához mesterséges fényforrást (xenonlámpát) használnak, amivel a napsugárzáshoz hasonló hatást érnek el. A vizsgálandó mintákat egy ablakszerű keretben helyezik el és meghatározott ideig (szabványos vizsgálatnál 360 óráig) világítják meg. A vizsgálat folyamán a mintadarabokat tartalmazó keretek a fényforrás körül keringenek, miközben hossztengelyük körül 180°-ban el is fordítják azokat, ezzel a nappalokat és éjszakákat imitálva. A keretbe foglalt próbadarab egy részét letakarják, hogy megmaradjon az eredeti színe. Megfelelő szűrőkkel az UV-C és az infravörös tartományba tartozó sugarakat kiszűrik, így lényegében csak az UV-A (315–400 nm) és az UV-B (280–315 nm) hullámhossz-tartományba eső sugarak hatását vizsgálják. (Az UV-C tartományba eső – 100–280 nm hullámhosszú – sugarakat a légkör elnyeli, az infravörös tartományba eső – 780 nm alatti hullámhosszú – sugarak pedig hőhatást fejtenek ki.) Ha csak az ablaküvegen átszűrődő fény hatását vizsgálják, akkor az UV-B sugarakat is kiszűrik. A vizsgálati szabvány a környezet hőmérsékletét és relatív nedvességtartalmát is előírja, mert ezek is befolyásolják a színváltozást. (Éppen emiatt azonban a gépkocsi-kárpitanyagok fénnyel szembeni színtartóságát 65–90 °C-on vizsgálják, hiszen nyáron a napon álló zárt gépkocsiban igen magas hőmérséklet alakulhat ki.) Külön szabvány tartalmazza azt a vizsgálatot is, amely izzadsággal telített textilanyag fényállóságának meghatározására vonatkozik.
A vizsgálati idő letelte után azt ellenőrzik, hogy a megvilágított, illetve megvilágítás nélkül maradt felület között milyen színárnyalatbeli különbség mutatkozik. A legrosszabb eredményt 1-es, a legjobbat (nincs színváltozás) 8-as értékkel jelölik. Az összehasonlításra itt nem szürke, hanem kék skálát használnak.

### Egyéb színtartósági vizsgálatok
A színtartósági vizsgálatok szinte minden olyan lehetséges környezeti hatásra kiterjednek, amelyek a gyakorlatban előfordulnak. Szabvány írja elő például a kipufogó gázokkal, a füstgázzal, az ózonnal szembeni színtartóság vizsgálati módszerét. A PVC hátoldalú textiltermékek (táskák, bútorhuzatok stb.) külső textilrétegén a PVC-ben alkalmazott lágyítószer okozhat színváltozást, erre is van szabványos vizsgálati módszer.

## A színtartóság és a kezelési utasítás összefüggése
A textiltermékeken elhelyezett kezelési utasítás információit egyebek között aszerint állapítják meg, hogy a termék színei se károsodjanak a mosásban, tisztításban, a szárítás folyamán. Célszerű a jelképek által képviselt (és esetleg szöveges kiegészítéssel ellátott) tanácsokat megfogadni, mert ezzel biztosítható, hogy a vizsgálatok során jónak bizonyult színtartóság a napi használat során is érvényre jusson. Ha például a 4–5/4-esre értékelt mosásállóságot 40 °C-on végzett mosásra állapították meg, és a kezelési utasítás is 40 °C-os mosást ajánl, nem célszerű 60, vagy éppen 90 °C-on mosni a terméket, mert ezzel igen jelentős színváltozást lehet előidézni (ez akár 3-asra vagy 2-esre is leromolhat), és a vele együtt mosott másik ruhadarabot is megfoghatja. Hasonlóképpen, nem véletlenül írnak elő árnyékos helyen történő szárítást – valószínűleg olyan textíliáról van szó, amely nedves állapotban napfény hatására kifakul. 
Az OEKO-TEX tanúsítványhoz fűződő vizsgálatok mindig kiterjednek a színtartóság vizsgálatára is.

## Jegyzet
1. ↑  Színezéken a textilipar azokat a vegyületeket érti, amelyek a szálasanyagokat teljes keresztmetszetükben átszínezik, azaz nem csak a felületükön tapadnak meg, mint a festékek.